# Limonium cancellatum
Limonium cancellatum är en triftväxtart som först beskrevs av Johann Jakob Bernhardi och Antonio Bertoloni, och fick sitt nu gällande namn av Carl Ernst Otto Kuntze. Limonium cancellatum ingår i släktet rispar, och familjen triftväxter. Inga underarter finns listade i Catalogue of Life.